# Aenigmina
Aenigmina is een geslacht van vlinders uit de familie wespvlinders (Sesiidae), onderfamilie Sesiinae.
Aenigmina is voor het eerst wetenschappelijk beschreven door Le Cerf in 1912. De typesoort is Aenigmina aenea.

## Soorten
Aenigmina omvat de volgende soorten:
- Aenigmina aenea Le Cerf, 1912
- Aenigmina critheis (Druce, 1899)
- Aenigmina latimargo Le Cerf, 1912
- Aenigmina tiresa (Druce, 1899)